# Новицкий, Валерий Евгеньевич
Валерий Евгеньевич Новицкий (укр. Валерій Євгенович Новицький; 24 апреля 1963, Херсон — 19 февраля 2011, Киев) — советский экономист, доктор экономических наук, профессор, член-корреспондент НАН Украины, лауреат Государственной премии Украины в области науки и техники.
Работал в Институте мировой экономики и международных отношений НАНУ, достигнув поста его зам. директора. За время работы в институте подготовил более 30 кандидатов и трех докторов наук. Опубликовал более 350 научных трудов. Много лет возглавлял специализированный учёный совет института, был председателем экспертного совета ВАК Украины.
19 февраля 2011 года Валерий Новицкий был жестоко убит в собственной квартире. На его теле обнаружено 20 ножевых ранений.

## Труды
- Новицкий В. Е. Динамика внешних долговых обязательств Украины. — Киев: Полет. мысль, 2000. — 332 с. (в соавторстве).
- Новицкий В. Е. Внешнеэкономическая деятельность и международный маркетинг. — Киев: Либра, 1994. — 191 с.
- Новицкий В. Е. Международная кооперация труда: проблемы и модели. — Киев, 1994. — 166 с.